# Ceratocanthus sesquistriatus
Ceratocanthus sesquistriatus är en skalbaggsart som beskrevs av Ernst Friedrich Germar 1843. Ceratocanthus sesquistriatus ingår i släktet Ceratocanthus och familjen Hybosoridae. Inga underarter finns listade i Catalogue of Life.